# Георг Грюнер
Георг Грюнер (нім. Georg Grüner; 9 лютого 1915, Віндгук, Німецька Південно-Західна Африка — 11 березня 1944, Проскурів, УРСР) — німецький офіцер, майор вермахту. Кавалер Лицарського хреста Залізного хреста з дубовим листям.

## Біографія
У 1936 році вступив у 1-й танковий полк. З 1938 року — командир взводу 33-го танкового батальйону. Учасник Польської кампанії. Під час Французької кампанії командував 1-ю ротою 33-го танкового полку 9-ї танкової дивізії. З червня 1941 року брав участь в Німецько-радянській війні. Наприкінці 1941 року був тяжко поранений. Після одужання в березні 1943 року призначений командиром 1-го батальйону 2-го танкового полку, який формувався у Франції. У листопаді 1943 року його полк був перекинутий на Східний фронт. Відзначився під час боїв у Черкаському котлі, де й загинув.

## Звання
- Оберлейтенант (1 вересня 1940 року)
- Гауптман
- Майор (1 березня 1944 року, посмертно заднім числом)

## Нагороди
- Залізний хрест
  - II класу (5 жовтня 1939 року)
  - I класу (10 липня 1941 року)
- Нагрудний знак «За танкову атаку» в сріблі
- Почесна застібка на орденську стрічку для Сухопутних військ (29 вересня 1941 року)
- Німецький хрест у золоті (18 жовтня 1941 року)
- Лицарський хрест Залізного хреста з дубовим листям
  - лицарський хрест (25 листопада 1941 року)
  - дубове листя (№ 436; 13 березня 1944 року, посмертно)
- Золотий почесний знак Гітлер'югенду
- Медаль «За зимову кампанію на Сході 1941/42»
- Нагрудний знак «За поранення» в чорному